# 三菱Grandis
三菱Grandis（日语：三菱・グランディス）是日本三菱汽車於2003年至2011年間製造發售的6/7人座多功能休旅車，乃是三菱Chariot的後繼車種。

## 概要
關於車名「Grandis」，在拉丁文中意指「巨大、壯大」。2003年5月14日以Chariot Grandis後繼車種之姿面世，車身線條圓潤，車頭進氣壩的設計則被車迷戲稱為「寶雷臉」。這是出自法國籍汽車設計總監奧利佛·寶雷，曾經負責梅賽德斯-奔馳S級、梅賽德斯-奔馳C級等車款的外形設計，第二代速霸陸Legacy也出自他的手筆。Grandis是他替該公司設計的首款也是唯一量產車型，他認為相同的車頭設計能帶給消費者強烈的視覺效果，且設立全車系設計的相似度是很重要的，因此接下來的三菱Colt、第六代三菱Lancer，以及在澳洲發表的小改款三菱Magna、三菱380，甚至由臺灣中華汽車工業自主操刀外觀設計的三菱Galant Grunder、三菱Savrin等車款，都見得到類似的車頭造型。
2003年9月17日三菱為了參與經濟產業省主導的「氫及燃料電池實證計劃（（日語）水素・燃料電池実証プロジェクト）」，以該車款為基礎搭配戴姆勒-克萊斯勒集團研發的燃料電池系統，製作出燃料電池汽車「MITSUBISHI FCV」。燃料電池由巴拉德動力公司製造，搭載最高出力65kW的馬達。由於車重超過2公噸，且原第三排座椅的位置需擺放氫氣瓶，故只能搭乘5名乘客。

## 歷史
2003年 - 5月17日正式於日本市場開賣，動力心臟為配置MIVEC可變氣門正時系統的2.4L直列四缸SOHC 4G69型引擎，搭配採用INVECS-II四速自動排檔，不僅是該車廠休旅車系中唯一採用此種設定者，在當時的休旅車市場也極為罕見。4WD車型的儀表板有一顆稱為「Multi-Select 4WD」的按鈕，可以切換「2WD」、「4WD」、「LOCK」等模式。
2004年 - 三菱汽車以進口之方式將該車款引進中國市場，稱之為「三菱格藍迪」，同樣是2.4L直列四缸SOHC MIVEC 4G69型引擎搭配INVECS-II四速自動排檔變速箱。
2005年 - 5月24日實施小改款，修改進氣壩之設計並新增運動化「Sport Gear」車型。新車型換裝215/55R17的輪胎使得車高增加15mm，Multi-Select 4WD系統更搭配ASC車身動態穩定控制系統、TCL循跡防滑控制系統等以提升操控性能。
2007年 - 7月4日第二度實行小改款，車頭橫柵改成黑色網狀進氣壩，車用衛星導航系統的儲存媒體從DVD改成HDD。
2009年 - 5月日本市場停售，不過海外市場仍然持續至2011年才正式停產。

### 獲獎紀錄

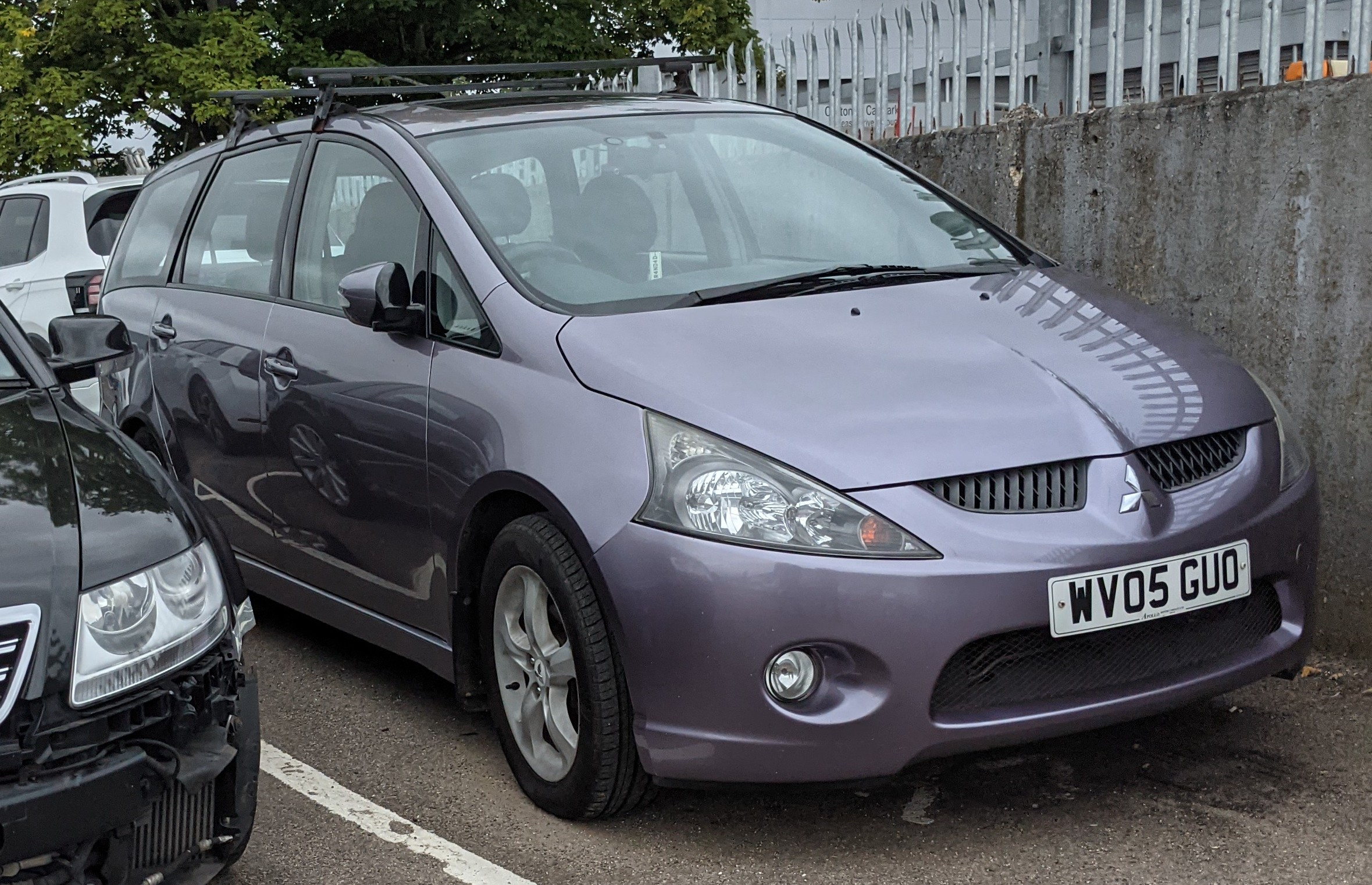
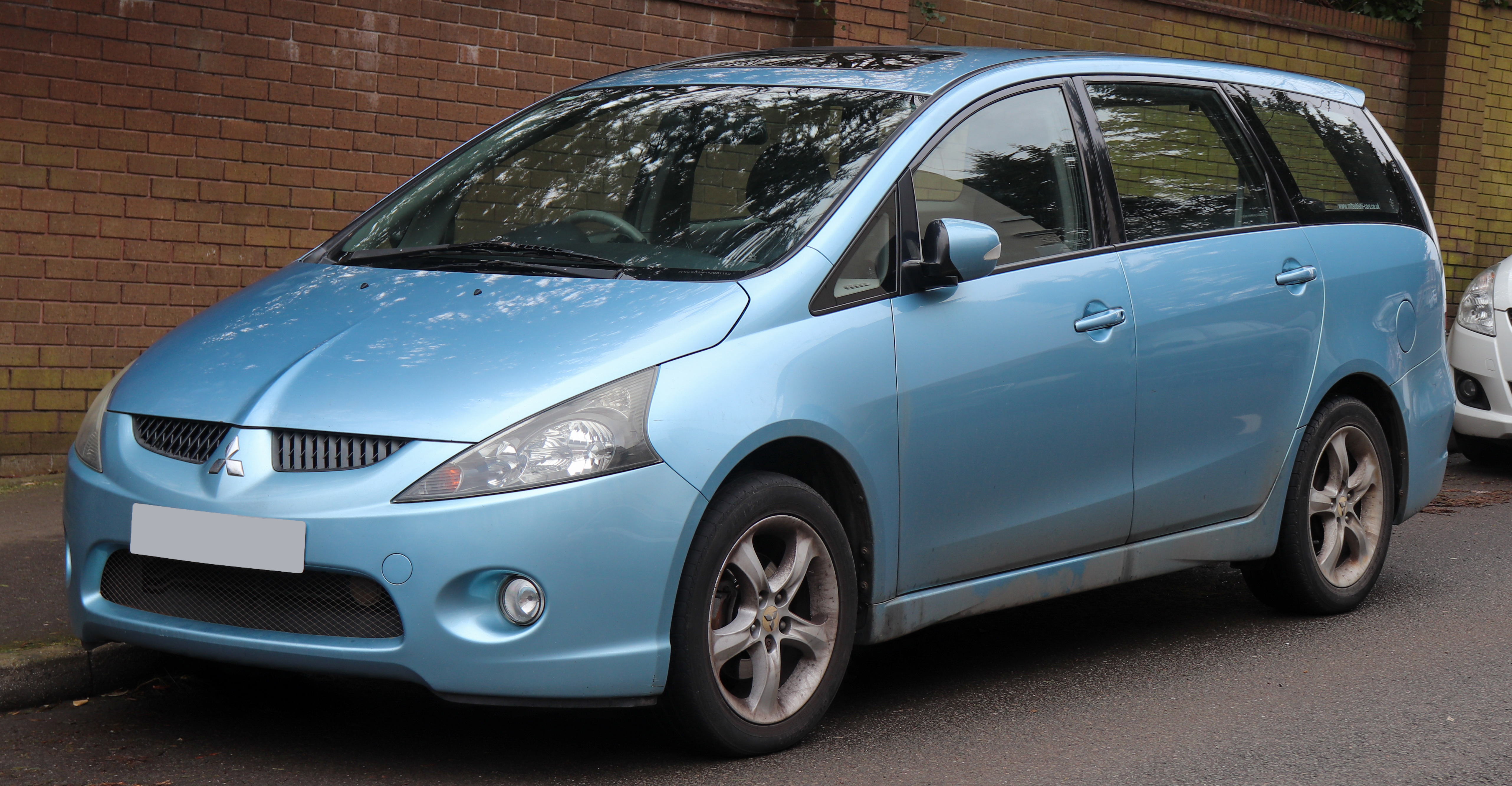
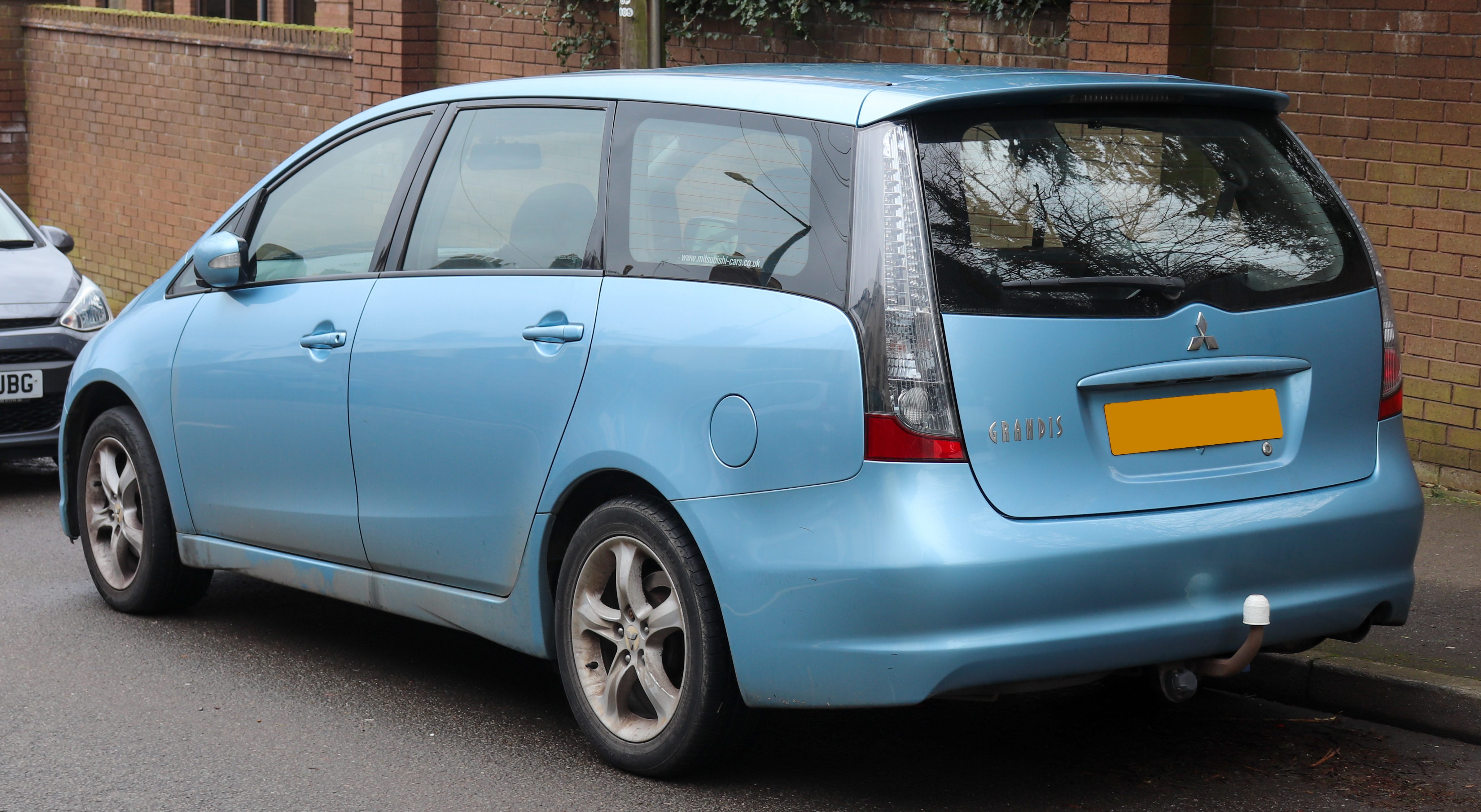
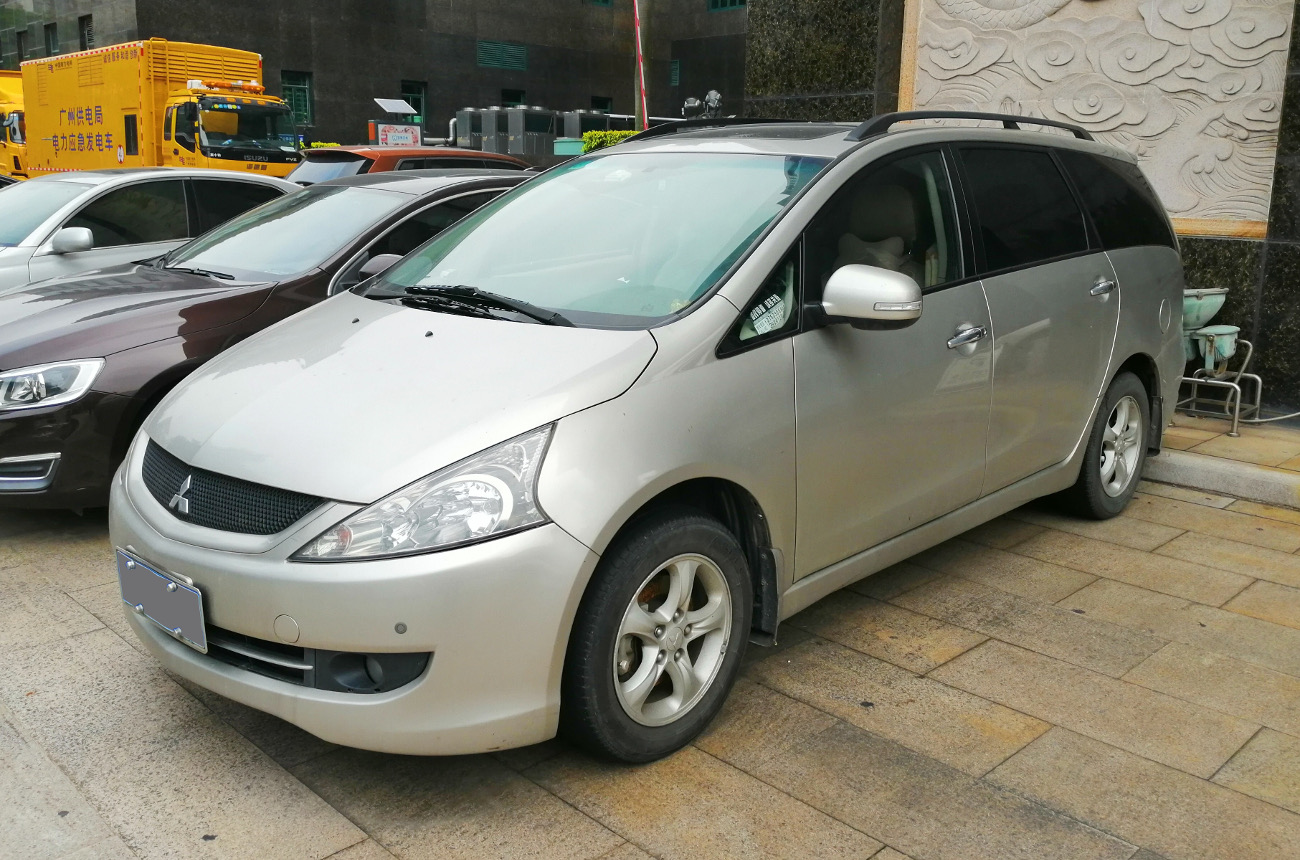
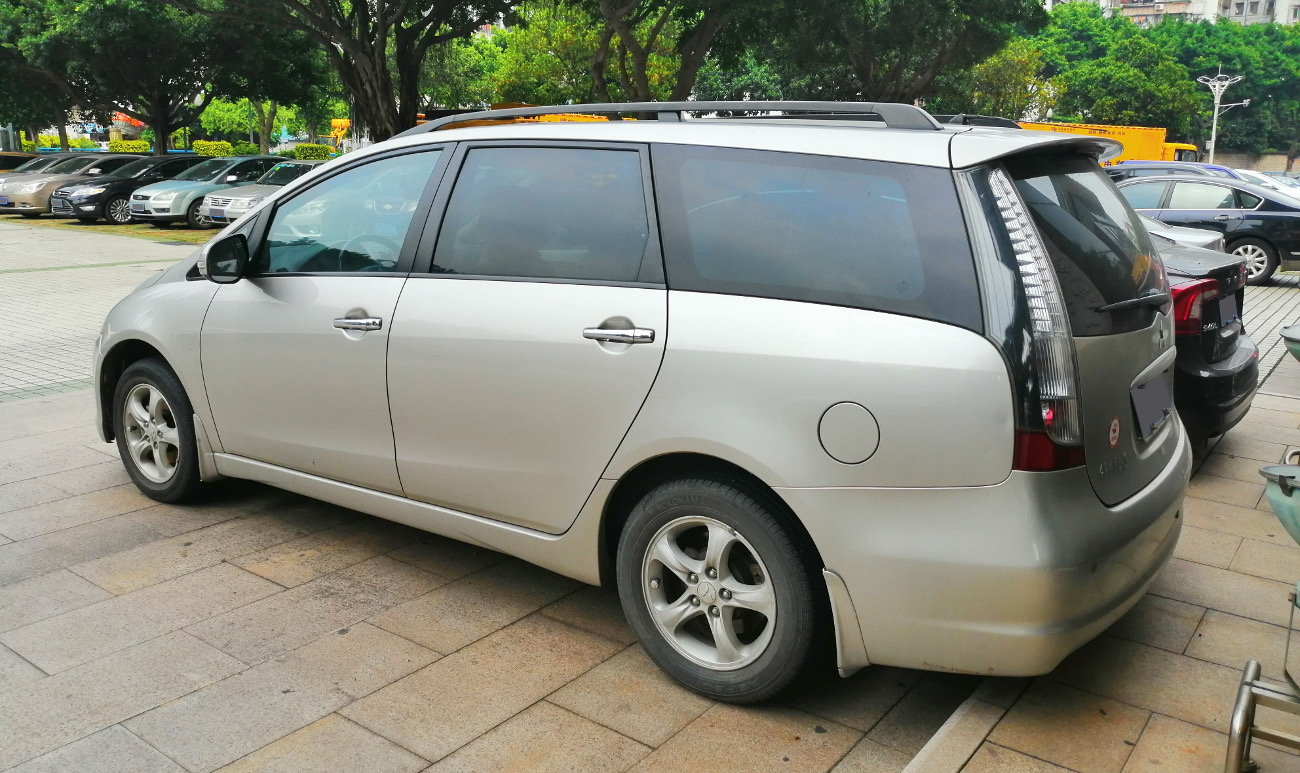

此車款曾獲得2003年度優良設計獎。

## 外部連結
- （日語）webCG：三菱グランディス スポーツ-X 6人乗り（4WD）【試乗記】 （页面存档备份，存于）